# Nardostachys jatamansi
O nardostachys jatamansi, comummente conhecido como nardo, é uma planta angiospérmica da família da valeriana, que cresce nos Himalaias. É a fonte de um tipo de óleo essencial muito aromático, de cor âmbar.
Esse óleo ou bálsamo, também denominado «nardo», tem sido usado como um perfume, como medicamento e em contextos religiosos. Uma abonação célebre, em que figura a utilização do óleo nardo, é o episódio bíblico em que Jesus visita a casa de Simão, o Leproso (Mateus 26 : 6) , altura em que Maria (Mencionada por nome no evangelho de João) lhe unge a cabeça e os pés com esse bálsamo fragrante.(Marcos 14:03, João 12:03)

## Nomes comuns
Dá ainda pelos seguintes nomes comuns: nardo-indiano, nardo-da-índia e espicanardo.

## Descrição
A Nardostachys jatamansi é uma planta angiospérmica da família das caprifoliaceae que cresce na região Leste dos Himalaias, nomeadamente em Kumaon, Nepal, Siquim e Butão. A planta cresce até uma altura de 1 metro e tem flores cor-de-rosa em forma de sino. Encontra-se a uma altitude de 3000 a 5000 metros. Os rizomas podem ser esmagados e destilados, retirando-se, daí, um óleo essencial muito aromático, de cor âmbar, e muito espesso. O óleo é usado como perfume, incenso e sedativo, e, na medicina herbal, diz-se que combate as insónias, as dificuldades no parto e outras pequenas maleitas.